# Zoológico de Dvůr Králové
El Zoológico de Dvůr Králové (en checo: ZOO Dvůr Králové) es un zoológico de 72 hectáreas (180 acres)  situado en Dvůr Králové nad Labem, en la República Checa.
El zoológico de Dvůr Králové es un miembro de la Unión de Jardines Zoológicos de las Repúblicas Checa y Eslovaca (UCSZ), fundado en 1990, con 15 zoológicos checos y 4 miembros eslovacos. De 1995 a 2010, Dvůr Králové  fue miembro de la Asociación Europea de Zoológicos y Acuarios (EAZA). De 1997 a 2012, Dvůr Králové fue miembro de la Asociación Mundial de Zoológicos y Acuarios (WAZA).
El zoológico se especializa en la fauna africana, y es famoso por haber tenido a varios de los últimos rinocerontes blancos del norte. En 1975 el entonces director, Josef Wagner, adquirió dos machos y cuatro hembras provenientes de Sudán. Es el único zoológico del mundo en el que se logró que rinocerontes blancos se aparearan y nacieran con éxito. La última cría en nacer fue en el 2000. En 2009 el zoológico envió a Kenia a las dos hembras y dos machos que seguían vivos en un intento por mejorar sus posibilidades de reproducción y así salvar a la subespecie de su extinción, quedándose únicamente Nabire, una hembra infértil que murió en 2015. El zoológico Dvůr Králové está abierto todos los días de 9:00 a. m. a 6:00 p. m.